# قرقاص

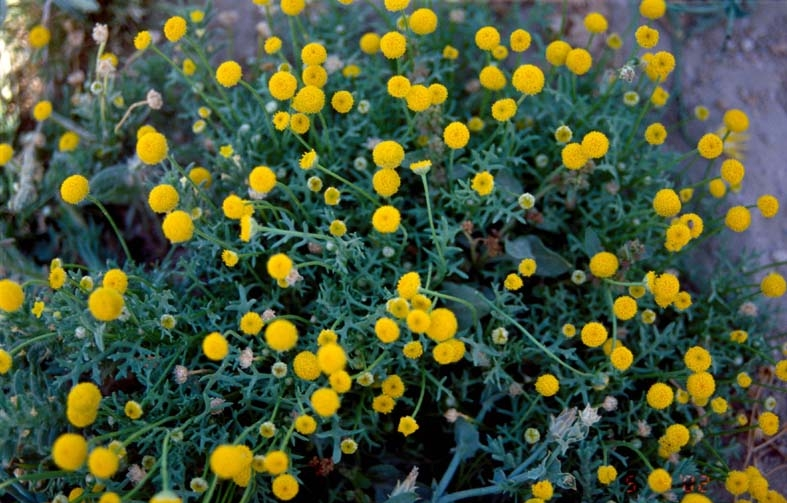
القرقاص أو القريص (Aaronsohnia factorovskyi)

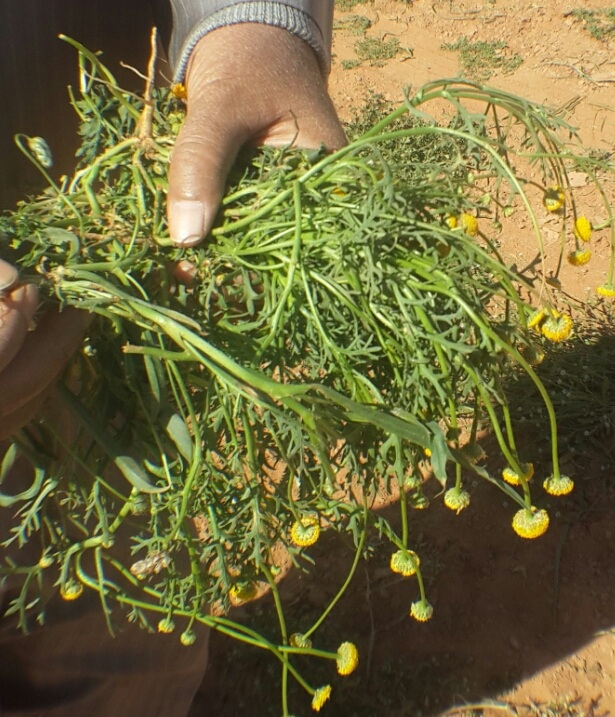
القرقاص

القرقاص أو القريص (Aaronsohnia factorovskyi)، هو عشب حَولي يميل إلى الاخضرار، أوراقه السفلية ريشية، ومقسم إلى فصوص خطّية لحمية تغطيها بعض الازهار لونها أبيض مصفر.